# بایل سیتی (ایلینوی)
بایل سیتی (به انگلیسی: Bayle City) یک منطقهٔ مسکونی در ایالات متحده آمریکا است که در شهرستان فایتی، ایلینوی واقع شده‌است. بایل سیتی ۱۸۷٫۱۵ متر بالاتر از سطح دریا واقع شده‌است.